# SWR Tele-Akademie
Die SWR Tele-Akademie war eine TV-Informationssendung des Südwestrundfunks, die Dozenten zu wissenschaftlichen, philosophischen, kulturellen und gesellschaftlichen Themen in der Form eines Studium generale zu Wort kommen ließ.
Die Sendung wurde meist wöchentlich sonntags um 7:30 Uhr im SWR-Fernsehen ausgestrahlt und dauerte 45 Minuten. Eine Wiederholung erfolgte unregelmäßig sonntags – eine Woche danach – in 3sat um 6:45 Uhr sowie regelmäßig ebenfalls sonntags eine Woche später in ARD-alpha um 14.00 Uhr. Videos der Beiträge sind in der ARD-Mediathek abrufbar.
Zum 1. Oktober 2022 wurde die Sendereihe durch den „SWR Science Talk“ ersetzt.